# 552385 Rochechouart
552385 Rochechouart è un asteroide della fascia principale. Scoperto nel 2013, presenta un'orbita caratterizzata da un semiasse maggiore pari a 3,1466968 au e da un'eccentricità di 0,0571811, inclinata di 11,67486° rispetto all'eclittica.